# Elizabeth Rukidi Nyabongo
Elizabeth Bagaaya Akiiki of Toro, également appelée Elizabeth Bagaya de Toro ou Elizabeth Rukidi Nyabongo, née le 9 février 1936 à Fort Portal, est une aristocrate (princesse royale du Toro), juriste, mannequin et femme politique ougandaise. Elle est brièvement ministre des Affaires étrangères de février à novembre 1974.

## Biographie
Elizabeth Christobel Edith Bagaaya Akiiki of Toro est la fille de Rukidi III, roi du Toro entre 1928 et 1965, et de la reine Kezia. Elle effectue des études universitaires en droit à l'université de Cambridge (plus spécifiquement le Girton College). Comme élève, elle est « la troisième femme africaine dans l'histoire de l'institution ». En 1962, elle est diplômée. Trois ans plus tard, en 1965, Elle devient avocate, devenant ainsi la « première femme d'Afrique de l'Est à être admise au barreau anglais »,,,.
En 1962, Muteesa II, roi du Buganda, un autre des royaumes traditionnels de l'Ouganda, devient, après l'indépendance, le premier président de l'Ouganda, un État fédérant ces royaumes traditionnels, avec comme Premier ministre Milton Obote. En 1965, à la suite de la mort du père de la princesse, son frère Patrick est intronisé roi du Toro sous le nom de Olimi III. Mais à peine un an après le couronnement d'Olimi III, Milton Obote attaque la présidence, envoie le premier président, Muteesa II, en exil et se déclare président en lieu et place. Il abolit ensuite tous les royaumes traditionnels ougandais, y compris Toro. La famille de la princesse, dont son frère ex-roi du Toro, se réfugie à Londres. La princesse Elizabeth Rukidi, bien qu'avocate, a l'occasion de faire une carrière de quelques années comme mannequin, à Londres puis à New York, posant pour des magazines de mode tels que Elle ou Vogue,, et faisant la Une du Harper's Bazaar en novembre 1969.
En 1971, Milton Obote est renversé par le général Idi Amin Dada, et elle décide de retourner en Ouganda. Durant deux ans, le général Amin fait d'elle un ambassadeur itinérant, puis, en février 1974, il lui confie le ministère des Affaires étrangères.
Toutefois, les relations entre le président Idi Amin Dada et elle se fracturent rapidement. Il lui aurait proposé de devenir son épouse, et, vexé de son refus, la renvoie. Pour Jacqueline Trescott, du Washington Post, ce sont les louanges qu'elle aurait reçues à l'international qui aurait fortement déplu au président ougandais. Jetant délibérément l'opprobre sur elle, Idi Amin Dada prétend qu'elle aurait « fait l'amour à un Européen inconnu dans les toilettes de l'aéroport d'Orly »,, puis il fait circuler des photos de nus qui la représenteraient. Placée en résidence surveillée, elle est libérée la semaine suivante et peut quitter le pays pour un nouvel exil.
Elle s'enfuit au Kenya, puis à Vienne, en Autriche, et enfin à Londres. En 1979, à la suite de la chute d'Idi Amin Dada, elle retourne en Ouganda pour aider aux premières élections nationales libres du pays, mais elles sont remportées par Milton Obote, avec qui toute réconciliation est impossible. Elle revient à Londres, et s'y marie en 1981 avec son cousin, le prince Wilberforce Nyabongo. Finalement, en 1985, Milton Obote est renversé et, après une période de régime militaire, est remplacé par Yoweri Museveni. En 1986, Elizabeth Rukidi Nyabongo est nommée ambassadrice aux États-Unis, poste qu'elle occupe jusqu'en 1988. Cette même année 1986, son mari meurt dans un accident d'avion. Après la mort de son compagnon, elle devient ambassadrice de l'Ouganda, notamment en Allemagne et au Vatican, accepte une nomination au poste de haut-commissaire de l'Ouganda au Nigeria, puis choisit de quitter tout rôle politique et de s'engager dans des activités caritatives, tout en aidant le fils de son frère, Rukidi IV, né en 1992 et devenu monarque de Toro en 1995.
Elle a joué dans le film Sheena, reine de la jungle (1984).